# オームの音響法則
オームの音響法則（、英: Ohm's acoustic law）は「持続音の音色の知覚は、高調波の強度によって決まり、その位相は関係しない」という学説である。オーム・ヘルムホルツの法則とも。
1843年、ゲオルク・オームによって、音色は高調波の合成で構成されるという説が提案された。1859年、ヘルマン・フォン・ヘルムホルツによって、構成される高調波間の位相は音色に関係しないという説が提案された。前者の説、あるいは前者と後者を合わせた説がオームの音響法則と呼ばれる。後者の説は単独でヘルムホルツの位相律とも呼ばれる。

## ヘルムホルツの位相律
ヘルムホルツの位相律（）は持続音の知覚に位相は無関係であるという学説である。位相聾（、英: phase-deaf）とも。
ヘルムホルツは音叉と共鳴管に細工をして倍音に位相差をもたせる実験をおこない、音色が位相に依らないという結果を得た（同時に、特定の条件では位相が音色に影響するとも報告している）。この実験結果に基づき「持続音の知覚に位相は無関係である」とする学説がヘルムホルツの位相律である。
高調波の位相が音色に関係するかどうかは、ヘルムホルツとオーガスト・ゼーベックとの間で論争が行われた。
技術の進歩により音響の精密な生成・再生・聴取が可能になり、様々な実験がおこなわれた結果、現在ではこの学説は否定されている。一般に位相は音色や聴覚的ピッチに影響する（特定条件でのみ影響しない）。